# ルートヴィヒ・グットマン

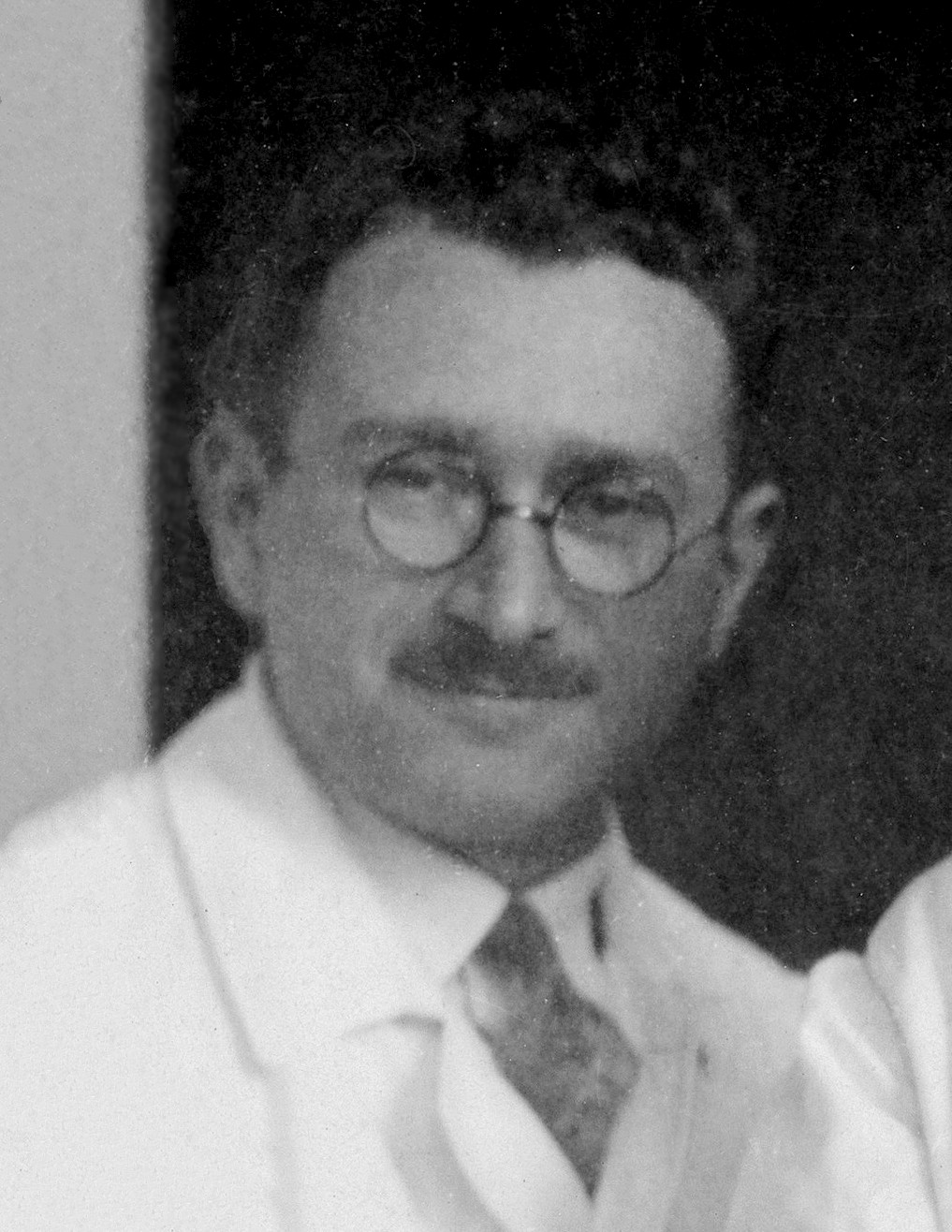

ルートヴィヒ・グットマン（Ludwig Guttman、1899年7月3日 - 1980年3月18日）は、ドイツ出身のユダヤ系神経学者。「パラリンピックの父」とされる。

## 経歴
ドイツ帝国シュレージエン州トスト（現在のポーランドグリヴィツェ郡トセク）出身。ライプツィヒ大学で神経医学を修め、卒業後同大学で講師をつとめた後、ブレスラウのユダヤ病院で医師をしていたが、1938年、ナチスによる反ユダヤ主義が台頭したドイツを離れてイギリスに亡命し、オックスフォード大学で脊髄損傷医療を研究した。1944年、ロンドン郊外のストーク・マンデビル病院国立脊髄損傷センターの所長に就任、1966年まで勤務した。
第二次世界大戦における戦闘で障害を持つことになった傷痍軍人たちの治療を通じて、その身体的・精神的なリハビリテーションにスポーツが最適であると考えたグットマンは、1948年ロンドンオリンピックの開会式の日に入院患者を対象としたストーク・マンデビル競技大会を始めた。この競技会はその後国際大会として開催されるようになり、参加者数も増えて規模が拡大し、1960年に同年のオリンピックと同じイタリア、ローマで開催された国際ストーク・マンデビル車椅子競技大会が、のちにパラリンピックの第1回大会、ローマパラリンピックと見なされることとなった。傷痍軍人たちを治療している頃に「障害ではなく、能力こそが重要である (It's ability, not disability, that counts)」という言葉をかけている。グットマンはイギリス障害者スポーツ連盟の設立者でもあり、大英帝国勲章も授与された。1976年王立協会フェロー選出。

## 日本との関係

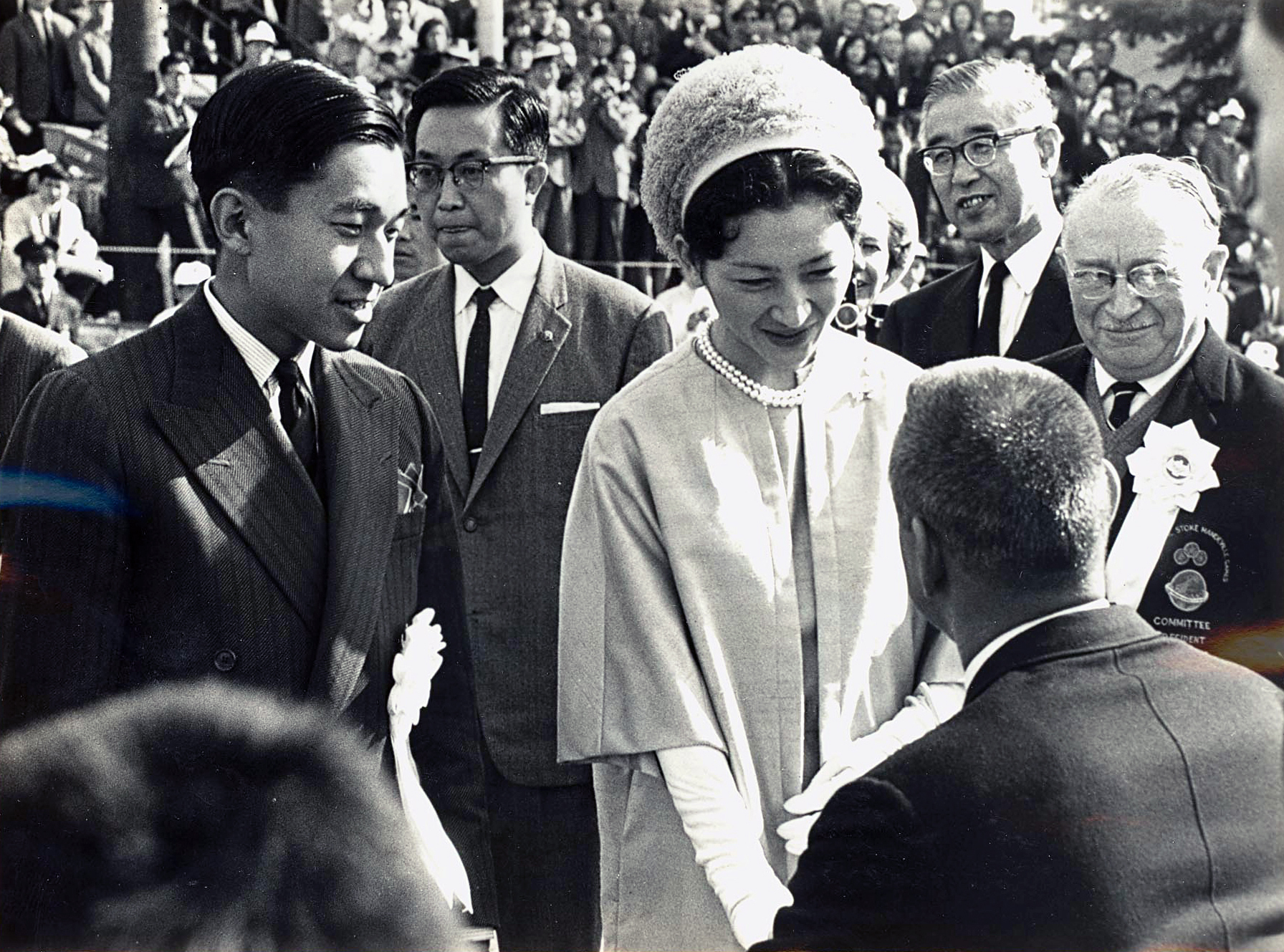
1964年東京パラリンピックにて
手前左から皇太子皇太子妃両殿下、
奥左から畑田和男医師、中村裕日本選手団団長、グットマン博士

グットマンの下で学んだ中村裕を通じて日本にも障害者スポーツの種が撒かれた。
- 1959年 - 厚生省からの研修生（中村裕医師）を受け入れ。
- 1960年頃 - 1964年東京オリンピック後にパラリンピックを開催することを要請[5]。
- 1964年
  - 6月 - パラリンピックの開催準備視察のため来日、大分県で開催された身体障害者体育大会を視察[6]。
  - 11月 - 東京パラリンピックに参加、開会式でスピーチ。大会終了後、厚生大臣から勲三等旭日中綬章が贈られた。
- 1975年 - 大分県別府市で開催された第1回フェスピック大会時にも来日している[2]。